# Ultraviolence (singolo)
Ultraviolence è un singolo della cantautrice statunitense Lana Del Rey, il terzo estratto dall'omonimo album in studio e pubblicato il 4 giugno 2014.

## Descrizione
Ultraviolence è stato scritto dalla cantante insieme a Daniel Heath mentre la produzione è stata curata da Dan Auerbach. Secondo Brenna Ehrlich di MTV News il brano racconta la storia di una «tipica relazione romantica di Lana Del Rey: rotta, venuta meno e dolorosa». Nel brano viene fatto riferimento a He Hit Me (It Felt Like a Kiss) delle The Crystals. Sal Cinquemani di Slant Magazine ha definito Ultraviolence come «una laconica torch song».

## Accoglienza
Il brano è stato criticato da Nolan Feeney del TIME in quanto afferma che rappresenti la glorificazione della violenza domestica, riportando anche le critiche mosse mesi prima alla cantante da parte di Lorde.

## Video musicale
Il video della canzone, girato interamente con un iPhone a Portofino in Italia, è stato pubblicato il 30 luglio 2014 sul canale YouTube di Noisey. È diretto da Francesco Carrozzini, ex fidanzato della cantante, che nel video cammina vestita da sposa lungo un sentiero circondato dalla vegetazione per poi arrivare in una chiesa vuota (la Cappella di San Sebastiano, sopra Portofino).

## Formazione
Crediti tratti dal booklet digitale dell'album Ultraviolence di Lana Del Rey.
- Lana Del Rey – voce, coro
- Alfreda McCrary Lee – coro
- Ann McCrary – coro
- Regina McCrary – coro
- Dan Auerbach – chitarra elettrica
- Collin Dupuis – programmazione batteria
- Seth Kaufman – chitarra elettrica
- Leon Michels – piano, mellotron
- Nick Movshon  – basso elettrico
- Russ Pahl – pedal steel guitar
- Kenny Vaughan – chitarra elettrica
- Maximilian Weissenfeldt – batteria
- Dan Auerbach – produzione, missaggio
- John Davis – masterizzazione
- Collin Dupuis – ingegnere, missaggio
- Robert Orton – missaggio

## Classifiche
| Classifica (2014) | Posizione massima |
| ----------------- | ----------------- |
| Canada            | 38                |
| Francia           | 88                |
| Stati Uniti       | 70                |

## Date di pubblicazione
| Stato       | Data          | Formato           | Etichetta discografica |
| ----------- | ------------- | ----------------- | ---------------------- |
| Stati Uniti | 4 giugno 2014 | Download digitale | Interscope Records     |